# Clasificación de Conmebol para la Copa Mundial de Fútbol de 1970
Para la Copa Mundial de Fútbol de 1970 de México, la Conmebol disponía de tres plazas de las dieciséis totales del Mundial. Fue la primera vez que participaron los diez equipos miembros de la Conmebol en el proceso clasificatorio, quienes se agruparon en tres grupos; dos grupos de tres equipos y otro de cuatro equipos. Se jugó por el sistema de liguilla, con encuentros en casa y fuera. Al final de la competencia los primeros de cada grupo se clasificaron para el Mundial.

## Resultados

### Grupo 1
| Equipo    | Ptos. | PJ | PG | PE | PP | GF | GC | Dif. |
| --------- | ----- | -- | -- | -- | -- | -- | -- | ---- |
| Perú      | 5     | 4  | 2  | 1  | 1  | 7  | 4  | +3   |
| Bolivia   | 4     | 4  | 2  | 0  | 2  | 5  | 5  | 0    |
| Argentina | 3     | 4  | 1  | 1  | 2  | 4  | 6  | –2   |

| 27-7-1969 | Bolivia                             | 3-1 | Argentina | Hernando Siles, La Paz                                |                                                       |
|           | Díaz 18' · Blacut 51' · Álvarez 70' |     |           | Asistencia: 21 267 espectadores Árbitro(s): Hugo Sosa | Asistencia: 21 267 espectadores Árbitro(s): Hugo Sosa |

| 3-8-1969 | Perú     | 1-0 | Argentina | Nacional, Lima                                                      |                                                                     |
|          | León 52' |     |           | Asistencia: 43 147 espectadores Árbitro(s): Ayrton Vieira de Moraes | Asistencia: 43 147 espectadores Árbitro(s): Ayrton Vieira de Moraes |

| 10-8-1969 | Bolivia                            | 2-1 | Perú       | Hernando Siles, La Paz                                       |                                                              |
|           | Álvarez 69' · Chumpitaz 80' (a.g.) |     | Challe 51' | Asistencia: 20 670 espectadores Árbitro(s): Sergio Chechelev | Asistencia: 20 670 espectadores Árbitro(s): Sergio Chechelev |

| 17-8-1969 | Perú                                             | 3-0 | Bolivia | Nacional, Lima                                      |                                                     |
|           | Cubillas 36' · Cruzado 40' (pen.) · Gallardo 58' |     |         | Asistencia: 44 611 espectadores Árbitro(s): Ramírez | Asistencia: 44 611 espectadores Árbitro(s): Ramírez |

| 24-8-1969 | Argentina           | 1-0 | Bolivia | Estadio Alberto J Armando, Buenos Aires     |                                             |
|           | Albrecht 62' (pen.) |     |         | Asistencia: 47 069 espectadores Árbitro(s): | Asistencia: 47 069 espectadores Árbitro(s): |

| 31-8-1969 | Argentina                | 2-2 | Perú            | Estadio Alberto J Armando, Buenos Aires          |                                                  |
|           | Albrecht 80' · Rendo 89' |     | Ramírez 70' 81' | Asistencia: 53 627 espectadores Árbitro(s): Díaz | Asistencia: 53 627 espectadores Árbitro(s): Díaz |

- Perú clasifica para la Copa del Mundo.

- Fue la única ocasión en la que Argentina no logró superar el proceso clasificatorio para la Copa del Mundo, siendo hasta la fecha su última ausencia a una cita mundialista.

### Grupo 2
| Equipo    | Ptos. | PJ | PG | PE | PP | GF | GC | Dif. |
| --------- | ----- | -- | -- | -- | -- | -- | -- | ---- |
| Brasil    | 12    | 6  | 6  | 0  | 0  | 23 | 2  | +21  |
| Paraguay  | 8     | 6  | 4  | 0  | 2  | 6  | 5  | +1   |
| Colombia  | 3     | 6  | 1  | 1  | 4  | 7  | 12 | –5   |
| Venezuela | 1     | 6  | 0  | 1  | 5  | 1  | 18 | –17  |

| 27-7-1969 | Colombia                              | 3-0 | Venezuela | El Campín, Bogotá                                      |                                                        |
|           | González 34' 56' · Segrera 76' (pen.) |     |           | Asistencia: 47 898 espectadores Árbitro(s): Murgueytio | Asistencia: 47 898 espectadores Árbitro(s): Murgueytio |

| 2-8-1969 | Venezuela   | 1-1 | Colombia   | Olímpico, Caracas                                         |                                                           |
|          | Mendoza 55' |     | Tamayo 61' | Asistencia: 17 101 espectadores Árbitro(s): Ortube Vargas | Asistencia: 17 101 espectadores Árbitro(s): Ortube Vargas |

| 6-8-1969 | Colombia | 0-2     | Brasil         | El Campín, Bogotá                                                |                                                                  |
|          |          | Reporte | Tostão 37' 44' | Asistencia: 51 131 espectadores Árbitro(s): Alberto Tejada Burga | Asistencia: 51 131 espectadores Árbitro(s): Alberto Tejada Burga |

| 6-8-1969 | Venezuela | 0-2 | Paraguay             | Olímpico, Caracas                                  |                                                    |
|          |           |     | Rojas 38' · Sosa 53' | Asistencia: 9 110 espectadores Árbitro(s): Palacio | Asistencia: 9 110 espectadores Árbitro(s): Palacio |

| 10-8-1969 | Colombia | 0-1 | Paraguay     | El Campín, Bogotá                                   |                                                     |
|           |          |     | Martínez 57' | Asistencia: 51 049 espectadores Árbitro(s): Pedraza | Asistencia: 51 049 espectadores Árbitro(s): Pedraza |

| 10-8-1969 | Venezuela | 0-5     | Brasil                            | Universitario, Caracas                                     |                                                            |
|           |           | Reporte | Tostão 60' 72' 74' · Pelé 71' 75' | Asistencia: 30 063 espectadores Árbitro(s): Eduardo Rendón | Asistencia: 30 063 espectadores Árbitro(s): Eduardo Rendón |

| 17-8-1969 | Paraguay | 0-3     | Brasil                                       | Defensores del Chaco, Asunción                     |                                                    |
|           |          | Reporte | Mendoza 70' (a.g.) · Jairzinho 81' · Edu 90' | Asistencia: 44 480 espectadores Árbitro(s): Conley | Asistencia: 44 480 espectadores Árbitro(s): Conley |

| 21-8-1969 | Brasil                                                             | 6-2     | Colombia               | Maracaná, Río de Janeiro                                          |                                                                   |
|           | Tostão 15' 40' · Edu 48' · Pelé 60' · Rivelino 86' · Jairzinho 88' | Reporte | Mesa 18' · Gallego 89' | Asistencia: 99 947 espectadores Árbitro(s): Miguel Ángel Comesaña | Asistencia: 99 947 espectadores Árbitro(s): Miguel Ángel Comesaña |

| 21-8-1969 | Paraguay    | 1-0 | Venezuela | Defensores del Chaco, Asunción                    |                                                   |
|           | Gimenez 11' |     |           | Asistencia: 11 059 espectadores Árbitro(s): Otero | Asistencia: 11 059 espectadores Árbitro(s): Otero |

| 24-8-1969 | Brasil                                                  | 6-0     | Venezuela | Maracaná, Río de Janeiro                                   |                                                            |
|           | Tostão 3' 22' 24' · Jairzinho 30' · Pelé 45' (pen.) 69' | Reporte |           | Asistencia: 122 841 espectadores Árbitro(s): Ortube Vargas | Asistencia: 122 841 espectadores Árbitro(s): Ortube Vargas |

| 24-8-1969 | Paraguay      | 2-1 | Colombia           | Defensores del Chaco, Asunción                             |                                                            |
|           | Arrúa 38' 49' |     | Segrera 83' (pen.) | Asistencia: 15 744 espectadores Árbitro(s): Luis Pestarino | Asistencia: 15 744 espectadores Árbitro(s): Luis Pestarino |

| 31-8-1969 | Brasil   | 1-0     | Paraguay | Maracaná, Río de Janeiro                                  |                                                           |
|           | Pelé 68' | Reporte |          | Asistencia: 183 341 espectadores Árbitro(s): Barreto Ruiz | Asistencia: 183 341 espectadores Árbitro(s): Barreto Ruiz |

- Brasil clasifica para la Copa del Mundo.

### Grupo 3
| Equipo  | Ptos. | PJ | PG | PE | PP | GF | GC | Dif. |
| ------- | ----- | -- | -- | -- | -- | -- | -- | ---- |
| Uruguay | 7     | 4  | 3  | 1  | 0  | 5  | 0  | +5   |
| Chile   | 4     | 4  | 1  | 2  | 1  | 5  | 4  | +1   |
| Ecuador | 1     | 4  | 0  | 1  | 3  | 2  | 8  | –6   |

| 6-7-1969 | Ecuador            | 0-2 | Uruguay      | Modelo, Guayaquil                                       |                                                         |
|          | Tobar 53-70-80-90' |     | Tarabini 10' | Asistencia: 55 783 espectadores Árbitro(s): Arppi Filho | Asistencia: 55 783 espectadores Árbitro(s): Arppi Filho |

| 13-7-1969 | Chile | 0-0 | Uruguay    | Nacional, Santiago de Chile                           |                                                       |
|           |       |     | Diaz 1-90' | Asistencia: 68 882 espectadores Árbitro(s): Bossolino | Asistencia: 68 882 espectadores Árbitro(s): Bossolino |

| 20-7-1969 | Uruguay     | 1-0 | Ecuador | Centenario, Montevideo                             |                                                    |
|           | Ancheta 76' |     |         | Asistencia: 39 387 espectadores Árbitro(s): Osorio | Asistencia: 39 387 espectadores Árbitro(s): Osorio |

| 27-7-1969 | Chile                                            | 4-1 | Ecuador   | Nacional, Santiago de Chile                         |                                                     |
|           | Olivares 55' · Valdés 62' 86' · Tobar 79' (a.g.) |     | Lasso 89' | Asistencia: 68 857 espectadores Árbitro(s): Ramírez | Asistencia: 68 857 espectadores Árbitro(s): Ramírez |

| 3-8-1969 | Ecuador       | 1-1 | Chile        | Modelo, Guayaquil                                   |                                                     |
|          | Rodríguez 16' |     | Olivares 58' | Asistencia: 11 545 espectadores Árbitro(s): Angeles | Asistencia: 11 545 espectadores Árbitro(s): Angeles |

| 10-8-1969 | Uruguay                | 2-0 | Chile | Centenario, Montevideo                                      |                                                             |
|           | Cortés 44' · Rocha 90' |     |       | Asistencia: 68 693 espectadores Árbitro(s): Armando Marques | Asistencia: 68 693 espectadores Árbitro(s): Armando Marques |

- Uruguay clasifica para la Copa del Mundo.

## Estadísticas generales
| Equipo    | Ptos. | PJ | PG | PE | PP | GF | GC | Dif. | Rend.    |
| --------- | ----- | -- | -- | -- | -- | -- | -- | ---- | -------- |
| Brasil    | 12    | 6  | 6  | 0  | 0  | 23 | 2  | +21  | 100,00 % |
| Uruguay   | 7     | 4  | 3  | 1  | 0  | 5  | 0  | +5   | 87,50 %  |
| Paraguay  | 8     | 6  | 4  | 0  | 2  | 6  | 5  | +1   | 66,66 %  |
| Perú      | 5     | 4  | 2  | 1  | 1  | 7  | 4  | +3   | 62,50 %  |
| Bolivia   | 4     | 4  | 2  | 0  | 2  | 5  | 6  | –1   | 50,00 %  |
| Chile     | 4     | 4  | 1  | 2  | 1  | 5  | 4  | +1   | 50,00 %  |
| Argentina | 3     | 4  | 1  | 1  | 2  | 4  | 6  | –2   | 37,50 %  |
| Colombia  | 3     | 6  | 1  | 1  | 4  | 7  | 12 | –5   | 25,00 %  |
| Ecuador   | 1     | 4  | 0  | 1  | 3  | 2  | 8  | –6   | 12,50 %  |
| Venezuela | 1     | 6  | 0  | 1  | 5  | 1  | 18 | –17  | 8,33 %   |

- Antes del año 1993, la victoria se premiaba solamente con dos puntos.[1][2]

## Clasificados
| Bandera de Brasil       | Bandera de Perú         | Bandera de Uruguay      |
| Brasil                  | Perú                    | Uruguay                 |
| Clasificado: 21/08/1969 | Clasificado: 31/08/1969 | Clasificado: 10/08/1969 |